# Castello di Newcastle Emlyn
Il castello di Newcastle Emlyn (in inglese: Newcastle Emlyn Castle) è una fortezza medievale in rovina della cittadina gallese di Newcastle Emlyn, nel Carmarthenshire (Galles sud-occidentale), eretto nella metà del XIII secolo e la cui costruzione è comunemente attribuita a Maredudd ap Rhys. Si tratterebbe quindi di un raro esempio di castello in pietra eretto dai Gallesi nell'area del Dyfed.

## Ubicazione
Le rovine del castello si stagliano nella parte occidentale della città di Newcastle Emlyn, in un avvallamento che si affaccia sul fiume Teifi.

## Storia
Si ritiene che il castello sia stato costruito intorno al 1240 per volere di Maredudd ap Rhys.
Le prime notizie certe sull'esistenza del castello risalgono tuttavia soltanto al 1257, quando si parlò di un nuovo castello realizzato per il conte di Emlyn Uwch Cych.
Nell'inverno del 1287-1288, il castello, che era retto dal figlio di Maredudd ap Rhys, Rhys ap Maredudd, fu assediato dagli Inglesi, guidati da Roger Mortimer, conte di March: dopo l'iniziale resistenza dei Gallesi, quest'ultimi furono costretti alla resa e la loro città passò sotto il controllo della corona inglese.
In seguito il castello fu modificato per volere di tre sovrani inglesi, Edoardo I, Edoardo II ed Edoardo III.
Nel 1312 fu commissionata la costruzione del salone e il castello fu quindi ampliato nel corso del XIV secolo, con l'aggiunta dell'imponente ingresso. Pare però che nel 1343 il castello si trovasse in pessimo stato, tanto da dover essere fatto restaurare nel 1347 da Richard de la Bere..
Nel 1403, il castello fu attaccato dal principe del Galles Owain Glyndŵr, che saccheggiò anche la città.
Sempre agli inizi del XV secolo, l'edificio fu quindi convertito in residenza e venne aggiunto un parco circostante.. Pare però che già nel 1428 il castello si trovasse in stato di rovina.
Nel corso della guerra civile inglese, il castello passò nelle mani di entrambe le fazioni. L'edificio subì anche gravi danni nel corso del conflitto, tanto che in seguito venne abbandonato.

## Architettura
Il castello ha una corte interna della misura di 45 m x 25 m.